# Bachruschin (Familie)
Die Familie Bachruschin (russisch Бахрушин) war eine tatarisch-russische Familie von Unternehmern und Wohltätern.

## Geschichte der Familie
Die Bachruschins stammten von den Kassimow-Tataren ab und waren im 16. Jahrhundert in die Russisch-Orthodoxe Kirche eingetreten. Seit dem Ende des 16. Jahrhunderts lebten zwei Bachruschins in Saraisk und handelten mit Vieh.

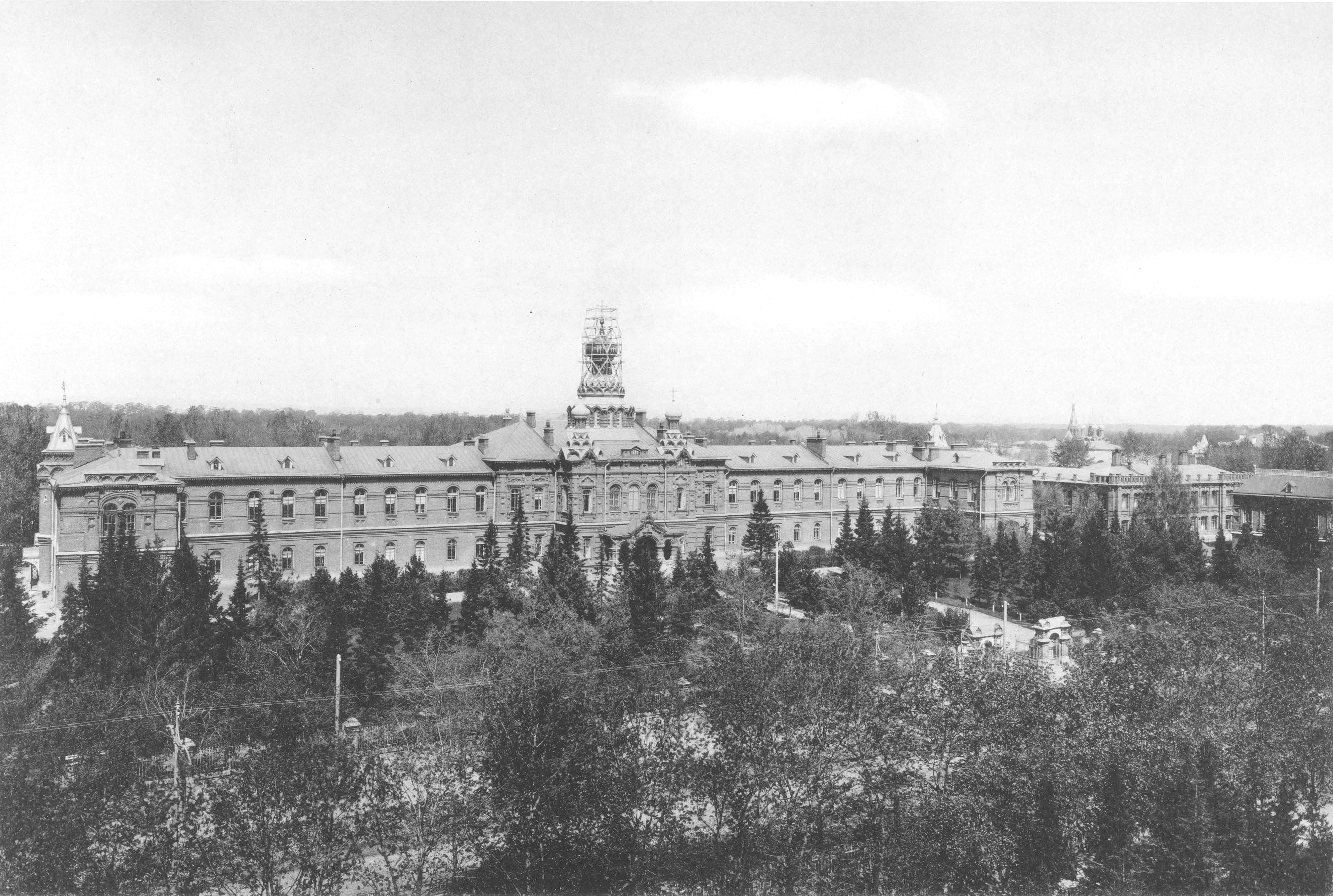
Brüder-Bachruschin-Krankenhaus in Moskau

In den 1820er Jahren ließ sich Alexei Fjodorowitsch Bachruschin (1792–1848) in Moskau nieder. Er gründete zunächst eine Handschuh-Fabrik an der Jausa östlich vom Kreml und baute dann eine Gerberei im Gerber-Viertel Koschewniki. 1835 wurde er in die Moskauer Kaufmannschaft als Kaufmann der 2. Gilde aufgenommen. Seine Witwe Natalija Iwanowna führte das Unternehmen weiter mit ihren drei Söhnen Pjotr (1819–1894), Alexander (1823–1916) und Wassili (1832–1906). Dazu kam eine Tuchfabrik. 1851 erhielten sie die erbliche Ehrenbürgerschaft. Reich wurden sie in der Zeit der Russisch-Türkischen Kriege. Die Gerberei Alexanders und die Tuchweberei Pjotrs wurden nach der Oktoberrevolution weitergeführt. Den Vorsitz im Kirchengemeinderat der Dreifaltigkeitskirche in Koschewniki hatten Pjotr 1870 bis zu seinem Tode und dann Alexander bis zu seinem Tode inne.
Die Brüder spendeten großzügig für wohltätige Zwecke. 1887 ließen sie den Architekten Bernhard Freudenberg ein Krankenhaus für unheilbare Geisteskranke bauen, das als Brüder-Bachruschin-Krankenhaus bekannt wurde und jetzt das Städtische Ostroumow-Krankenhaus Nr. 33 ist, benannt nach dem Hausarzt der Bachruschins. 1888 stifteten sie ein Haus mit kostenfreien Wohnungen für arme Witwen mit Kindern und für Studentinnen und dazu zwei Kindergärten, eine Grundschule, eine Gewerbeschule für Jungen und eine für Mädchen. 1893 stifteten sie ein Haus für unheilbar Kranke und 1895 ein Kinderheim für arme russisch-orthodoxe Waisenkinder. 1901 wurde ein städtisches Waisenheim gebaut. 1901 wurden Alexander und Wassili Ehrenbürger Moskaus. Millionenbeträge wurden für eine Heimkolonie für obdachlose Kinder ausgegeben. Wassili baute 1904 ein viergeschossiges Gebäude für eine städtische höhere Schule. 1906 stiftete er je ein Stipendium für die Universität Moskau, die Moskauer Geistliche Akademie, das zugehörige Priesterseminar, die Moskauer Handelsakademie und ein Jungengymnasium. 1913 ging ein namhafter Geldbetrag an die Stadt Saraisk zum Bau eines Krankenhauses, eines Geburtshauses und einer Ambulanz. 1916 wurde Alexanders Iwanow-Hof an die Stadt Moskau zum Bau eines Kinderheimes gegeben.
Pjotr Alexejewitsch Bachruschin hinterließ vier Söhne, den Kaufmann und Mäzen Dmitri (1844–1918), den Kunstsammler und Autor Alexei (1853–1904) sowie Nikolai und Konstantin (1856–1938).
Alexander Alexejewitsch hinterließ drei Söhne und drei Töchter. Wladimir Alexandrowitsch (1853–1910) war einer der Begründer der künstlerischen Fotografie und Ehrenmitglied der Moskauer Fotografischen Gesellschaft, während sein Sohn Sergei Wladimirowitsch (1882–1950) Historiker war. Sergei Alexandrowitsch (1863–1922) war Kunstsammler. Alexei Alexandrowitsch (1865–1929) gründete das Theatermuseum in Moskau, während sein Sohn Juri Alexejewitsch (1896–1973) Ballett-Experte und Theaterkritiker war.